# Route nationale 47
Die Route nationale 47, kurz N 47 oder RN 47, war eine französische Nationalstraße, die 1824 zwischen der N46 bei Longwé und Longuyon festgelegt wurde. Sie geht auf die Route impériale 47 zurück. Ihre Länge betrug 80,5 Kilometer. 1973 wurde sie zwischen Longwé und Montmédy abgestuft und der Abschnitt zwischen Montmédy und Longuyon in die neue Führung der N43 integriert. Dieser ist seit 2006 ebenfalls abgestuft. Seit 1978 gibt es wieder eine N47. Es handelt sich dabei um die ehemalige Nationalstraße 347bis, eine 1970 zwischen La Bassée und Lens als Schnellstraße in Betrieb genommene Straße mit 11 Kilometer Länge. Diese ist als Teil der geplanten Autobahn A24 vorgesehen.

## Streckenführung
| Position | höchste zulässige Gesamtgeschwindigkeit | Fahrbahnen | km  | Typ                          | Abschnitt              | Längengrad | Breitengrad |
| -------- | --------------------------------------- | ---------- | --- | ---------------------------- | ---------------------- | ---------- | ----------- |
| 1        | 90                                      | 2 (3)      |     |                              | N41                    | 50.5475    | 2.8242      |
| 2        | 90                                      | 2 (3)      | 1   |                              |                        | 50.5411    | 2.8316      |
| 3        | 90                                      | 2 (3)      | 2   |                              | Salomé                 | 50.5333    | 2.8340      |
| 4        | 110                                     | 2          | 3   | Brücke                       | Canal du Midi          | 50.5267    | 2.8365      |
| 5        | 110                                     | 2          | 3   | Vollständige Anschlussstelle | ZI Artois Flandres     | 50.5221    | 2.8387      |
| 6        | 110                                     | 2          | 3.5 | Normaler Abschnitt           |                        | 50.5180    | 2.8396      |
| 7        | 110                                     | 2          | 4   | Teil-Anschlußstelle          | Douvrin                | 50.5111    | 2.8406      |
| 8        | 110                                     | 2          | 6   | Vollständige Anschlussstelle | Hulluch                | 50.4845    | 2.8359      |
| 9        | 110                                     | 2          | 9   | Vollständige Anschlussstelle | Einkaufszentrum Lens 2 | 50.4622    | 2.8309      |
| 10       | 110                                     | 2          | 10  | Ende der Autobahn            | A21                    | 50.4505    | 2.8311      |